# Нюча-Котутаяха
Нюча-Котутаяха (также Нюдя-Котутаяха) — река в России, протекает по территории Пуровского района Ямало-Ненецкого автономного округа.

## Описание
Начинается в небольшом озере на севере района на высоте 122,4 метра над уровнем моря, течёт в южном направлении по заболоченной местности. Протекает через озеро Нюдя-Котутаяхато. В среднем течении по берегам реки расположены ягельники и сосновый лес. Низовья заболочены. Устье реки находится в 3 км по левому берегу реки Прынгтоягун. Длина реки составляет 60 км.

## Притоки
- 5 км: Окатояха[3] (правый)
- 48 км: Тытыкъяха[5] (левый)

## Гидроним
Название происходит из лесного ненецкого языка, на котором звучит как Нюча котута дяха и имеет значение 'имеющая берёзы река'.

## Освоение
В верховьях реки на поросшей лесом возвышенности правого берега расположено действующее ненецко-хантыйское святилище Лысая гора.
Археологическими исследованиями были выявлены система ловчих ям Нюдя-Котутаяха I и местонахождение сайгатинского этапа (XI—XVI века) Нюдя-Котутаяха III.
В бассейне реки, между ней и рекой Пямалияха, расположено Романовское нефтегазовое месторождение.

## Данные водного реестра
По данным государственного водного реестра России относится к Нижнеобскому бассейновому округу, водохозяйственный участок реки — Пур. Речной бассейн реки — Пур.
Код объекта в государственном водном реестре — 15040000112115300055035.